# 13-я гвардейская стрелковая дивизия
13-я гвардейская стрелковая Полтавская ордена Ленина дважды Краснознамённая, орденов Суворова и Кутузова дивизия — гвардейское формирование (соединение, стрелковая дивизия) РККА ВС Союза ССР, в Великой Отечественной войне.
Условное наименование — войсковая часть полевая почта № 16501 (в/ч пп 16501). Сокращённое действительное  наименование — 13 гв. сд. Преобразована в гвардейское соединение, с новым войсковым № 13, за проявленную отвагу в боях за Отечество с немецкими захватчиками, за стойкость, мужество, дисциплину и организованность, за героизм личного состава из 87-й стрелковой дивизии 2-го формирования 19 января 1942. В составе войск Юго-Западного, Сталинградского, Донского, Воронежского, 1-го и 2-го Украинских фронтов участвовала в боях на Воронежском, Харьковском, Валуйско-Россошанском направлениях, в большой излучине Дона, Сталинградской и Курской битвах, освобождении Украины, Львовско-Сандомирской, Висло-Одерской, Нижнесилезской, Верхнесилезской, Берлинской и Пражской наступательных операциях.

## История

### Формирование и боевые действия
Дивизия сформирована в ноябре 1941 года в Курской области на базе частей 3-го воздушно-десантного корпуса как 87-я стрелковая дивизия (2-го формирования).
- « 19 января 1942 года. Москва.

В многочисленных боях за нашу Советскую Родину против немецких захватчиков 87-я стрелковая дивизия показала образцы мужества, отваги, дисциплины и организованности. Ведя непрерывные бои с немецкими захватчиками, 87-я стрелковая дивизия наносила огромные потери фашистским войскам и своими сокрушительными ударами уничтожала живую силу и технику противника, беспощадно громила врага.

За проявленную отвагу в боях за Отечество с немецкими захватчиками, за стойкость, мужество, дисциплину и организованность, за героизм личного состава преобразовать 87-ю стрелковую дивизию в 13-ю гвардейскую стрелковую дивизию.

Дивизии вручить гвардейское знамя.

Всему начальствующему (высшему, старшему, среднему и младшему) составу дивизии установить полуторный, а бойцам двойной оклад денежного содержания.» (из телеграммы).
Приказом Народного комиссара обороны СССР от 19 января 1942 87-я стрелковая дивизия была переименована в 13-ю гвардейскую стрелковую дивизию. Знамя дивизии было вручено 9 февраля 1942 года.
- За успешные боевые действия под Курском указом Президиума Верховного Совета СССР от 27 .03.1942 года дивизия была награждена орденом Ленина, а её командир Александр Ильич Родимцев получил звание генерал-майора.

После поражения советских войск под Харьковом дивизия была отведена для переформирования на левый берег Волги.

Весть о том, что 71-я пехотная дивизия прорвалась в центр Сталинграда, была встречена в ставке фюрера с огромной радостью. К вечеру та же информация достигла Кремля. Сталин как раз обсуждал с Жуковым и Василевским возможность мощного стратегического контрудара под Сталинградом, когда в кабинет вошел секретарь Сталина Поскребышев и сообщил, что у телефона генерал Еременко. Поговорив с ним, Иосиф Виссарионович передал генералам неприятные известия. Немного помолчав, Сталин повернулся к Василевскому и сказал: «Немедленно прикажите 13-й гвардейской дивизии Родимцева пересечь Волгу и подумайте, какие еще войска можно послать Чуйкову на подмогу». Часом позже Жуков уже летел в Сталинград.— Бивор Э.Сталинград. — Смоленск.: Русич, 1999 // Сайт «Военная литература»
В сентябре 1942 года дивизия вошла в состав 62-й армии и получила задачу переправиться через Волгу в Сталинград, выбить противника с прибрежной полосы, занять и прочно оборонять центральную часть города. В ночь с 14 на 15 сентября передовой отряд 42-го гвардейского полка, переправившись через Волгу, с ходу вступил в бой и 15 сентября захватил вокзал, дав этим возможность переправиться в город всей дивизии.
Выбросив 1-й стрелковый батальон и роту автоматчиков 42-го гвардейского стрелкового полка на бронекатерах для очистки берега реки Волга и прикрытия переправы, дивизия в течение двух ночей с 14-го на 15-е сентября и с 15-го на 16-е сентября переправилась в город Сталинград. 2-й стрелковый батальон и рота автоматчиков 42-го гвардейского стрелкового полка переправились в ночь на 15 сентября, 3-й стрелковый батальон 42-го гвардейского стрелкового полка и 34-й гвардейский стрелковый полк переправились через центральную переправу. В 10.00, 15 сентября, на бронекатерах переправился штаб дивизии.
16 сентября 39-й гвардейский полк 13-й гвардейской стрелковой дивизии и сводный 416-й стрелковый полк 112-й стрелковой дивизии штурмовали и после упорного боя захватили вершину Мамаева кургана.
С 21 по 23 сентября в ожесточённых боях 13-я гвардейская стрелковая дивизия при поддержке фронтовой артиллерии выдержала самый мощный натиск противника и не допустила его выхода к Волге в центральной части города и овладения Мамаевым курганом. В октябре-ноябре дивизия, прижатая к Волге, занимала оборону от улицы Киевской (ныне ул. Ю. Гагарина) до восточного склона Мамаева кургана. Бойцы дивизии создали крепкую оборону, превратив отдельные здания в опорные пункты (широкую известность получили такие из них, как Дом Павлова и Мельница Гергардта). За период боёв в Сталинграде воины дивизии уничтожили свыше 15 тысяч солдат и офицеров противника, подбили более 100 танков, несколько тысяч немцев были взяты в плен. Активными действиями, упорным сопротивлением дивизия сковывала значительные силы противника, остановила его на подступах к Волге, чем способствовала выполнению общей задачи 62-й армии по обороне города. За мужество и доблесть, проявленные при обороне Сталинграда указом Президиума Верховного Совета СССР от 31.03.1943 года 13-я гвардейская стрелковая дивизия была награждена орденом Красного Знамени. 10 июля 1943 года дивизия вошла в состав 32-го гвардейского стрелкового корпуса 5 гвардейской армии, в котором находилась до конца войны. В ночь с 15 на 16 и с 16 на 17 июля 1943 г. дивизия сменила 66-ю гвардейскую дивизию на рубеже урочище Барсучье, Сафоновка, выс.174,0 с задачей не допустить прорыва противника с направления Зоринские Дворы, выс.207,3, Ольховатка ныне Ивнянского района Белгородской области.
Соединение было отмечено в боях за освобождение Полтавы: 32-му гвардейскому стрелковому корпусу, в который входила и 13-я гвардейская стрелковая дивизия, была поставлена задача наступать в направлении Решетиловки и Власовки, обойти Полтаву с северо-востока и отрезать противнику пути отхода к Днепру. Передовой отряд корпуса был сформирован из сил и средств 39-го гвардейского стрелкового полка, 57-го танкового полка, 301-го полка и 1902-го самоходно-артиллерийского полков под командованием заместителя командира 13-й гвардейской стрелковой дивизии полковника П. В. Гаева. Выполняя это задание — захватить переправы через Ворсклу — передовой этот отряд к вечеру 21 сентября 1943 вышел к Ворскле, форсировал её в районе Кротенко, захватил плацдарм и завязал бой с частями противника, оборонявшимися на западном берегу. Первыми вслед за передовым отрядом Гаева на правый берег реки переправились также подразделения 13-й гвардейской стрелковой дивизии. Противник был ошеломлён столь стремительной атакой и начал отходить. К концу дня части дивизии вышли на рубеж Решетиловка—Жуки, создав угрозу правому флангу и тылу группировки противника и, тем самым, подготовив благоприятные условия для штурма Полтавы частями 33-го гвардейского стрелкового корпуса.
В дальнейшем дивизия участвовала в битве за Днепр в районе левобережных островов северо-западнее г. Кременчуг. В ночь с 3 на 4 октября 1943 года была завершена переброска на острова основных сил дивизии. На основное направление удара, которым считался о. Яцков, началась переброска второго эшелона развития успеха — 66-й гв. ст. дивизии. Подразделения, занимавшие острова, подвергались постоянным атакам с разной интенсивностью и периодичностью. На о. Меньшикова-на-Днепре бои носили наиболее ожесточённый характер. Именно с переправы на этот остров начались бои 13-й гв. ст. дивизии за Днепровские плацдармы. Но немецкая оборона здесь оказалась довольно прочной и корпусам 5-й гв. армии не удалось её прорвать. На фоне более значительных успехов на левом крыле Степного (2-го Украинского фронта), продолжать наступление на этом участке не имело смысла. Поэтому после десятидневных ожесточённых боёв, было принято разумное решение: отвести войска и перебросить на участок, где намечался успех.

### Послевоенный период
Директивой Ставки ВГК № 11096 от 29 мая 1945 года 13-я гвардейская стрелковая дивизия в составе 32-го гвардейского стрелкового корпуса 5-й гвардейской армии была включена в Центральную группу войск. В 1945 году 13-я гвардейская стрелковая дивизия переформирована в 13-ю гвардейскую механизированную дивизию.
Дивизия в составе 32-го гвардейского стрелкового корпуса продолжала входить в 5-ю гвардейскую общевойсковую армию до её расформирования 20 марта 1947 года. До момента расформирования ЦГВ дивизия дислоцировалась в Вене, после расформирования ЦГВ 13-я дивизия была выведена из Австрии в Прикарпатский военный округ.
9 сентября 1955 года 13-я гвардейская механизированная дивизия была расформирована, а её личный состав и техника влились в 39-ю механизированную Новороссийскую ордена Суворова дивизию (в/ч 73852). 4 декабря 1955 года 39-я дивизия унаследовала от 13-й дивизии гвардейское звание и наименование — 39-я гвардейская механизированная Полтавская ордена Ленина дважды Краснознамённая, орденов Суворова и Кутузова дивизия (в/ч 30206). С октября 1956 года дислоцировалась в Мукачево — ПрикВО.
В ноябре 1956 года, во время проведения операции «Вихрь» дивизия была передислоцирована из ПрикВО на территорию Венгрии. 24 ноября 1956 года дивизия вошла во вновь образованную Южную группу войск с местом дислокации Веспрем.
15 декабря 1956 года 39-я гвардейская механизированная дивизия была переформирована в 21-ю гвардейскую танковую дивизию.
11 января 1965 года 21-я гвардейская танковая дивизия переименована в 13-ю гвардейскую танковую Полтавскую ордена Ленина дважды Краснознамённую, орденов Суворова и Кутузова дивизию.
В сентябре 1989 года 13-я гвардейская танковая дивизия была выведена в Одесский военный округ (Крым, п.г.т. Советский) и в ноябре 1991 года расформирована.

## Состав
Периоды вхождения в состав Действующей армии:
- 19 января 1942 года — 16 июля 1942 года;
- 9 сентября 1942 года — 5 февраля 1943 года;
- 10 июля 1943 года — 25 июня 1944 года;
- 13 июля 1944 года — 11 мая 1945 года[12]

- 34-й гвардейский стрелковый полк
- 39-й гвардейский стрелковый полк
- 42-й гвардейский стрелковый полк
- 32-й гвардейский артиллерийский полк
- 4-й отдельный гвардейский истребительно-противотанковый дивизион,
- 10-я гвардейская зенитная артиллерийская батарея (14-й отдельный зенитный артиллерийский дивизион) — до 5 февраля 1943
- 24-й гвардейский миномётный дивизион — до 20 ноября 1942
- 14-я (49-я) отдельная гвардейская разведывательная рота
- 8-й отдельный гвардейский сапёрный батальон
- 139-й (9-й, 18-й) отдельный гвардейский батальон связи
- 136-й (15-й) медико-санитарный батальон
- 12-я отдельная гвардейская рота химической защиты
- 338-я (11-я) автотранспортная рота
- 196-я (17-я) полевая хлебопекарня
- 439-й (2-й) дивизионный ветеринарный лазарет
- 907-я полевая почтовая станция
- 403-я полевая касса Госбанка[12]

- управление и штаб (Веспрем)
- 130-й гвардейский танковый Келецкий Краснознамённый, орденов Кутузова и Богдана Хмельницкого полк (Веспрем) — (убыл в состав 19 гв.тд в 1989)
- 144-й танковый полк (Шарбогард)
- 201-й танковый Киевский Краснознамённый, орденов Суворова, Кутузова и Александра Невского полк (Польгарди)
- 6-й гвардейский мотострелковый Волновахский дважды Краснознамённый, ордена Суворова полк (Таборфальва)
- 32-й гвардейский самоходный артиллерийский Силезский Краснознамённый полк (Тамаши)
- 1215-й зенитный ракетный полк (Дунафёльдвар) — выведен в 1990 в г. Луганск
- 698-й отдельный ракетный дивизион, Сенткирайсабадья — исключён из штата дивизии в 1987 году
- 56-й отдельный разведывательный батальон (Вечеш)-2
- 139-й отдельный батальон связи (Сенткирайсабадья)
- 8-й гвардейский отдельный инженерно-сапёрный батальон (Байя)
- 1080-й отдельный батальон материального обеспечения (Тольна)
- 120-й отдельный ремонтно-восстановительный батальон (Веспрем)
- 167-й отдельный медицинский батальон, Тольна[13]

## Командование дивизии

### Командиры
- Родимцев, Александр Ильич (19.01.1942 — 21.05.1943), гвардии полковник, гвардии генерал-майор;
- Самчук, Иван Аникеевич (01.05.1943 — 31.05.1943), гвардии подполковник;
- Бакланов, Глеб Владимирович (30.05.1943 — 15.12.1943), гвардии генерал-майор;
- Лайтадзе, Илья Иосифович (16.12.1943 — 11.01.1944), гвардии полковник;
- Шумеев, Павел Иванович (12.01.1944 — 15.02.1944), гвардии полковник (ВРИД);
- Бакланов, Глеб Владимирович (16.02.1944 — 29.10.1944), гвардии генерал-майор;
- Комаров Владимир Николаевич (30.10.1944 — 11.05.1945), гвардии полковник[14][15].

### Заместители командира дивизии по строевой части
- Борисов Владимир Александрович (07.1942 — 10.1942), гвардии полковник;
- Анциферов, Иван Иванович (? — 06.1943), гвардии полковник[16];
- Гаев, Павел Витальевич (06.1943 — 10.1943), гвардии полковник (погиб в бою 05.10.1943)[16];
- Шумеев, Павел Иванович (01.1944 — 08.1944), гвардии полковник.

### Военные комиссары (с 09.10.1942 заместители командира дивизии по политической части)
- Зубков Сергей Николаевич (19.01.1942 — 10.07.1942), гвардии старший батальонный комиссар, c 22.02.1942 гвардии полковой комиссар;
- Вавилов Михаил Михайлович (17.08.1942 — 10.11.1943), гвардии старший батальонный комиссар, с 15.12.1942 гвардии полковник;
- Растёгин, Григорий Сергеевич (15.12.1943 — 29.12.1943), гвардии полковник;
- Нестеров Геннадий Александрович (29.12.1943 — 20.12.1945), гвардии подполковник, с 6.01.1945 гвардии полковник[17].

### Начальники штаба
- Борисов Владимир Александрович (19.01.1942 — 07.1942), гвардии полковник;
- Бельский, Тихон Владимирович (08.1942 — 29.10.1944), гвардии подполковник, гвардии полковник;
- Мешканов Константин Фёдорович (29.10.1944 — 1945), гвардии майор, гвардии подполковник.

### Командиры полков и частей
- 34-й гвардейский стрелковый полк
  - Трофимов Филипп Алексеевич, гвардии подполковник
  - Панихин Дмитрий Иванович, гвардии подполковник (погиб в бою)
  -  Березин, Семён Петрович, гвардии полковник (тяжело ранен в бою)
  - Кривошеев, Павел Андреевич, гвардии подполковник (переведён на должность командира 39-го гвардейского стрелкового полка)
  - Мудряк, гвардии подполковник (сентябрь 1944 — май 1945)
- 39-й гвардейский стрелковый полк
  - Самчук Иван Аникеевич, гвардии подполковник
  - Щур Андрей Константинович, гвардии полковник
  - Харитонов Александр Данилович, гвардии подполковник
  - Кривошеев, Павел Андреевич, гвардии подполковник
- 42-й гвардейский стрелковый полк
  - Елин, Иван Павлович, гвардии полковник
  - Колесник Алексей Владимирович, гвардии подполковник (ранен)
  -  Половец, Иван Кузьмич, гвардии майор
- 32-й гвардейский артиллерийский полк
  - Клебановский Александр Владимирович, гвардии подполковник (на декабрь 1942 года)
  - Клягин ??
  - Войтко Михаил Захарович, гвардии подполковник (погиб в бою)
  -  Агеев, Иван Алексеевич — гвардии подполковник
- 4-й отдельный гвардейский истребительно-противотанковый дивизион
  - Розанов Иван Григорьевич, гвардии майор

## Вышестоящие воинские части
| Дата            | Фронт (округ)                | Армия                 | Корпус                             |
| --------------- | ---------------------------- | --------------------- | ---------------------------------- |
| 01.02.1942 года | Юго-Западный фронт           | 40-я армия            |                                    |
| 01.04.1942 года | Юго-Западный фронт           | 38-я армия            |                                    |
| 01.05.1942 года | Юго-Западный фронт           | 28-я армия            |                                    |
| 01.08.1942 года | Сталинградский военный округ |                       |                                    |
| 01.09.1942 года | Приволжский военный округ    |                       |                                    |
| 01.10.1942 года | Сталинградский фронт         | 62-я армия            |                                    |
| 01.01.1943 года | Донской фронт                | 62-я армия            |                                    |
| 01.03.1943 года | Резерв Ставки ВГК            | 66-я армия            |                                    |
| 01.05.1943 года | Степной военный округ        | 66-я армия            |                                    |
| 01.06.1943 года | Степной военный округ        | 5-я гвардейская армия | 32-й гвардейский стрелковый корпус |
| 01.08.1943 года | Воронежский фронт            | 5-я гвардейская армия | 32-й гвардейский стрелковый корпус |
| 01.10.1943 года | Степной фронт                | 5-я гвардейская армия | 32-й гвардейский стрелковый корпус |
| 01.11.1943 года | 2-й Украинский фронт         | 5-я гвардейская армия | 25-й гвардейский стрелковый корпус |
| 01.12.1943 года | 2-й Украинский фронт         | 5-я гвардейская армия | 32-й гвардейский стрелковый корпус |
| 01.01.1944 года | 2-й Украинский фронт         | 5-я гвардейская армия | 33-й гвардейский стрелковый корпус |
| 01.02.1944 года | 2-й Украинский фронт         | 5-я гвардейская армия | 32-й гвардейский стрелковый корпус |
| 01.07.1944 года | Резерв Ставки ВГК            | 5-я гвардейская армия | 32-й гвардейский стрелковый корпус |
| 01.08.1944 года | 1-й Украинский фронт         | 5-я гвардейская армия | 32-й гвардейский стрелковый корпус |

## Отличившиеся воины
Около 20 тысяч её воинов были награждены орденами и медалями, девятнадцати из них присвоено звание Героя Советского Союза, 7 человек стали кавалерами ордена Славы трёх степеней.
 Герои Советского Союза:
- Агеев, Иван Алексеевич — гвардии подполковник, командир 32-го гвардейского артиллерийского полка.
- Бакланов, Глеб Владимирович — гвардии генерал-майор, командир дивизии.
- Бондарев, Матвей Арсентьевич — гвардии капитан, заместитель командира дивизиона 32-го гвардейского артиллерийского полка.
- Боровиченко, Мария Сергеевна — гвардии сержант, санитарка 32-го гвардейского артиллерийского полка.
- Брик, Григорий Евдокимович — гвардии капитан, командир миномётной роты 42-го гвардейского стрелкового полка.
- Быков, Егор Иванович — гвардии ефрейтор, наводчик станкового пулемёта 39-го гвардейского стрелкового полка.
- Быков, Иван Михайлович — гвардии старший лейтенант, командир батареи 32-го гвардейского артиллерийского полка.
- Грязнов, Владимир Михайлович — гвардии лейтенант, командир взвода автоматчиков 39-го гвардейского стрелкового полка.
- Казаков, Пётр Иванович — гвардии капитан, командир батальона 42-го гвардейского стрелкового полка.
- Киселёв, Василий Иосифович — гвардии лейтенант, командир огневого взвода 34-го гвардейского стрелкового полка.
- Комаров, Владимир Николаевич — гвардии полковник, командир дивизии.
- Овчинников, Максим Михайлович, гвардии младший сержант, пулемётчик 34-го гвардейского стрелкового полка.
- Павлов, Яков Федотович — гвардии сержант, командир пулемётного отделения 42-го гвардейского стрелкового полка.
- Подкопай, Иван Яковлевич — гвардии капитан, командир роты автоматчиков 39-го гвардейского стрелкового полка.
- Половец, Иван Кузьмич — гвардии майор, командир 42-го гвардейского стрелкового полка.
- Славгородский, Георгий Васильевич — гвардии майор, командир батальона 34-го гвардейского стрелкового полка.
- Степанов Александр Николаевич — гвардии сержант, помощник командира взвода 42-го гвардейского стрелкового полка.
- Фролов, Николай Никифорович — гвардии младший сержант, наводчик станкового пулемёта стрелковой роты 39-го гвардейского стрелкового полка.
- Шаймарданов, Закий Шаймарданович — гвардии сержант, наводчик орудия 32-го гвардейского артиллерийского полка.

 Кавалеры ордена Славы 3-х степеней:
- Варяница, Иван Фёдорович, гвардии сержант, командир пулемётного отделения 34 гвардейского стрелкового полка.
- Горбенко, Дмитрий Филиппович, гвардии старший сержант, командир отделения 34 гвардейского стрелкового полка.
- Гочиян, Агаси Игнатьевич, гвардии старшина, помощник командира взвода 34 гвардейского стрелкового полка.
- Киняшов, Михаил Александрович, гвардии младший сержант, командир миномётного расчёта 34 гвардейского стрелкового полка.
- Телков, Василий Фёдорович, гвардии сержант, командир отделения 8 отдельного гвардейского сапёрного батальона.
- Умрихин, Андрей Петрович, гвардии старший сержант, помощник командира разведывательного взвода 42 гвардейского стрелкового полка.
- Хитев, Михаил Дмитриевич, гвардии старший сержант, командир орудийного расчёта 32 гвардейского артиллерийского полка.

## Награды
| Награда (наименование)             | Кем и когда награждена                                                          | За что награждена |
| ---------------------------------- | ------------------------------------------------------------------------------- | --- |
| Почётное звание «Гвардейская»      | присвоено приказом Народного комиссара обороны СССР № 13 от 19 января 1942 года | за проявленную отвагу в боях за Отечество с немецкими захватчиками, за стойкость, мужество, дисциплину и организованность, за героизм личного состава |
| Почётное наименование «Полтавская» | присвоено приказом Верховного главнокомандующего № 22 от 23 сентября 1943 года  | в ознаменование одержанной победы и отличие в боях за освобождение города Полтавы |
| Орден Ленина                       | награждена указом Президиума Верховного Совета СССР от 27 марта 1942 года       | за образцовое выполнение боевых заданий командования на фронте борьбы с немецкими захватчиками, (успешные боевые действия под Курском) и проявленные при этом доблесть и мужество |
| Орден Красного Знамени             | награждена Указом Президиума ВС СССР от 31 марта 1943 года                      | за образцовое выполнение боевых заданий командования на фронте борьбы с немецкими захватчиками, (за оборону Сталинграда) и проявленные при этом доблесть и мужество. Орден дивизии был вручён в октябре 1943 года                                                                    |
| Орден Красного Знамени             | награждена Указом Президиума ВС СССР от 1 апреля 1944 года                      | за образцовое выполнение заданий командования в боях за освобождение города Первомайска и проявленные при этом доблесть и мужество |
| Орден Суворова II степени          | награждена Указом Президиума ВС СССР от 29 марта 1944 года                      | за образцовое выполнение заданий командования в боях за освобождение города Ново-Украинка и важного железнодорожного узла Помошная и проявленные при этом доблесть и мужество |
| Орден Кутузова II степени          | награждена Указом Президиума ВС СССР от 28 мая 1945 года                        | за образцовое выполнение заданий командования в боях при прорыве обороны немцев на реке Нейссе и овладении городами Котбус, Люббен,Цоссен, Беелитц, Лукенвальде, Тройенбритцен, Цана, Мариенфельде,Треббин, Рангсдорф, Дидерсдорф,Кельтов и проявленные при этом доблесть и мужество |

Награды частей дивизии:
- 34-й гвардейский стрелковый Силезский[31] ордена Красной Звезды[32]полк
- 39-й гвардейский стрелковый Ченстоховский[33] ордена Красной Звезды[32] полк
- 42-й гвардейский стрелковый Висленский[34] Краснознамённый[35] полк
- 32-й гвардейский артиллерийский Силезский[31] Краснознамённый[36] полк
- 4-й отдельный гвардейский истребительно-противотанковый артиллерийский Дрезденский[37]дивизион,
- 139-й отдельный гвардейский ордена Красной Звезды[32] батальон связи.